# 张丕民
张丕民（1953年4月—），男，汉族，陕西西安人，中国电影事业家，曾任西安电影制片厂厂长，国家新闻出版广电总局副局长，第十二届全国政协委员。